# Erwin Vandenbergh
Pour les articles homonymes, voir Vandenberg.
Erwin Vandenbergh (prononcé en néerlandais : [ˈɛrʋɪɱ vɑndəmˈbɛr(ə)x]), né le 26 janvier 1959 à Ramsel en Belgique, est un footballeur international belge. Il évoluait au poste d'attaquant.
Il est le père de Kevin, qui est aussi attaquant et international (13 capes - 3 buts). 

## Biographie

### En club
Erwin Vandenbergh commence sa carrière au Lierse SK. En 1980, 1981 et 1982, il est meilleur buteur du championnat. Il remporte aussi en 1981, le soulier d'or qui récompense le meilleur joueur du championnat. 
En 1982, il rejoint le RSC Anderlecht. En 1983, il est de nouveau meilleur buteur du championnat, et remporte la Coupe UEFA. Lors de cette édition de la Coupe de l'UEFA, il inscrit un total de sept buts en 12 matchs, avec notamment un doublé en huitièmes de finale face au FK Sarajevo. Anderlecht s'impose en finale face au Benfica Lisbonne. La saison suivante, il atteint de nouveau avec Andelercht la finale de la Coupe de l'UEFA, mais en s'inclinant cette fois-ci face au club londonien de Tottenham. Vandenbergh inscrit quatre buts en Coupe d'Europe cette saison-là.
Il connaît ensuite des moments plus difficiles. En 1986, alors qu'il remporte un nouveau titre de meilleur buteur, il quitte Anderlecht pour Lille OSC, en France. Il arrive en même temps que son compatriote Philippe Desmet, mais l'aventure lilloise sera compliquée. En quatre ans et en dépit de son investissement, l'équipe n'atteindra jamais le Top 5 du championnat de France.
Il revient en Belgique en 1990 à La Gantoise et remporte en 1991 un sixième titre de meilleur buteur du championnat de Belgique et permet à son équipe d'atteindre le podium, après avoir fait la course en tête une bonne partie de la saison. La saison suivante, le club atteint les 1/4 de finale de la Coupe de l'UEFA, éliminé par le futur vainqueur de l'épreuve, l'Ajax Amsterdam. Il termine sa carrière au RWD Molenbeek. Il est le père de Kevin Vandenbergh.
Erwin Vandenbergh est le sixième meilleur buteur de tous les temps du Championnat de Belgique, avec 252 buts marqués en 425 matches. Au sein des compétitions européennes, son bilan s'élève à cinq matchs en Coupe d'Europe des clubs champions (un but), et 33 matchs en Coupe de l'UEFA (17 buts).

### En équipe nationale
Il est sélectionné 48 fois en équipe nationale belge entre 1979 et 1991, inscrivant 20 buts.
Il joue son premier match en équipe nationale le 19 décembre 1979, contre l'Écosse, lors des éliminatoires de l'Euro 1980. Vandenbergh inscrit son premier but avec la Belgique lors de cette rencontre gagnée 1-3 à Glasgow. Par la suite, le 27 février 1980, lors de sa deuxième sélection, il inscrit son seul doublé avec la Belgique. La Belgique l'emporte alors 5-0 sur le Luxembourg à Bruxelles en match amical.
Vandenbergh participe avec la Belgique à l'Euro 1980, l'Euro 1984, la Coupe du monde 1982 et la Coupe du monde 1986. Lors du mondial 1982, il marque le but de la victoire en match d'ouverture de la compétition contre les Argentins, alors champions du monde en titre (victoire 0-1 à Barcelone). Par la suite, lors de l'Euro 1984, il marque un but contre la Yougoslavie (victoire 2-0 à Lens). Enfin, lors du mondial 1986, il marque un but contre le Mexique (victoire du Mexique 2-1 à Mexico).

## Palmarès

### En sélection
- Finaliste du championnat d'Europe en 1980 avec l'équipe de Belgique
- Quatrième de la Coupe du monde en 1986 avec l'équipe de Belgique

### En club
- Vainqueur de la Coupe de l'UEFA en 1983 avec le RSC Anderlecht
- Finaliste de la Coupe de l'UEFA en 1984 avec le RSC Anderlecht
- Champion de Belgique en 1985 et 1986 avec le RSC Anderlecht
- Vainqueur de la Supercoupe de Belgique en 1985 avec le RSC Anderlecht

### Distinctions personnelles
- Meilleur buteur du championnat de Belgique en 1980 (39 buts), 1981 (24 buts), 1982 (25 buts), 1983 (20 buts), 1986 (27 buts) et 1991 (23 buts)
- Soulier d'or européen en 1980 avec 39 buts
- Soulier d'or belge en 1981